# Centaurea ptosimopappoides
Centaurea ptosimopappoides — вид рослин роду волошка (Centaurea), з родини айстрових (Asteraceae).

## Морфологічна характеристика
Це багаторічний напівкущ заввишки 20–60 см, з прямовисними або висхідними стеблами, простими або з кількома довгими гілками. Листки міцні, голі на обох поверхнях, на краю трохи запушені, цілі, ланцетні; прикореневі та нижні на ніжках, зворотно-яйцюваті, 11–15 × 2–5 см; верхні сидячі, менші. Квітки жовті. Сім'янки 5.6±1.9 × 3.4±0.6 мм, з 6–11 мм папусами, внутрішній ряд не чітко виражений.

## Середовище проживання
Ендемік пд. Туреччини (Анатолія).